# COVID-19 в Литве
Пандемия COVID-19 достигла Литвы в феврале 2020 года. 18 марта был подтверждён первый случай заболевания внутри страны, первым инфицированным был член семьи вернувшегося из Великобритании. Первый случай смерти зафиксирован 20 марта.
На начало февраля 2022 г. зафиксировано:
- случаев заражения — 740 тыс.;
- умерло — 8 тыс. человек

Правительство Литвы первоначально объявило карантин с 16 марта по 30 марта,
но затем продлевало его 5 раз:
до 13 апреля,
27 апреля, 11 мая,
31 мая,
16 июня.
На смену карантину пришла «экстремальная ситуация государственного уровня».
Во время «второй волны» (осень 2020) карантин был введён вновь с начала ноября, с 16 декабря он ужесточен и трижды продлевался (до 31 января 2021, до 28 февраля и далее до 30 апреля включительно).

## Общие сведения
Тестирование:
Решение о децентрализации анализа тестов на COVID-19 было принято Минздравом только 18 марта 2020 года, что позволило ещё четырём лабораториям проводить анализ тестов. Этим же лабораториям было разрешено провести анализ тестов, проведенных в мобильных точках тестирования.
Во время второй волны (осень 2020) количество новых случаев коронавируса в Литве на 1 млн жителей один из самых высоких в мире (второе местио в Европе, на середину декабря) — выше, чем в США, Великобритании, Испании, Италии и Чехии.
При этом, в стране действуют самые строгие в Прибалтике ограничения по борьбе с коронавирусом — показатель строгости принятых правительством мер составляет более 54 (к примеру, в Эстонии он более чем в два раза ниже).
Самый высокий уровень заболеваемости Ковид-19 в Висагинасе: город с населением в 18,2 тыс. жителей лидирует по уровню заболеваемости из расчета на 100 тыс. населения (в конце января 2021 этот показатель в городе составлял 1792, в то время, как в Литве он не превышал 560).

## Хронология

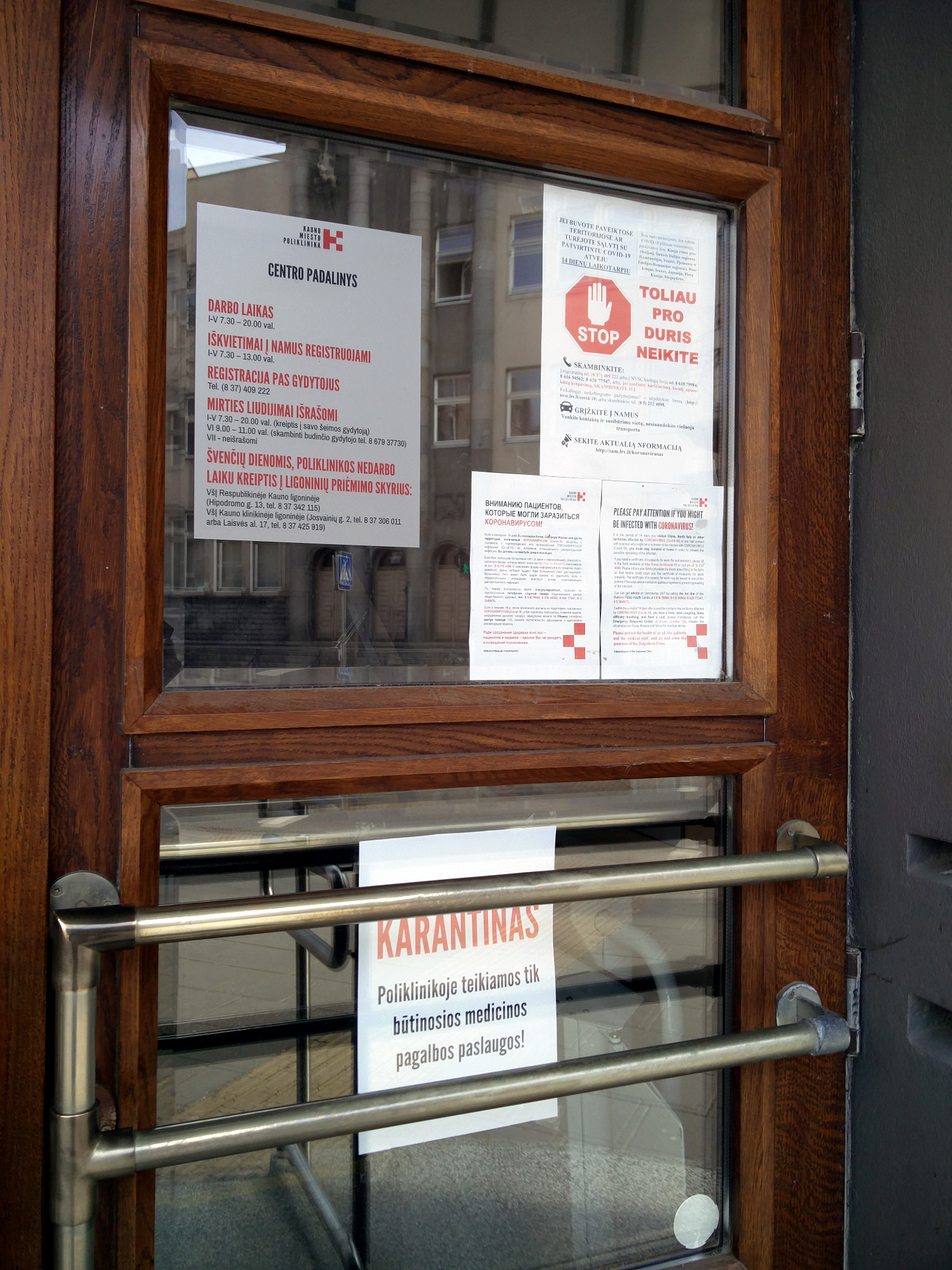
Предупреждение о карантине у входа в больницу в Каунасе

Аппарат для измерения температуры в Клайпедском муниципалитете

### Первая волна
Декабрь 2019 года: Вильнюсский аэропорт провёл учения по подготовке к сдерживанию вируса.
25 января 2020 года: специалисты Национального центра общественного здравоохранения начали консультировать путешественников в и во всех трёх аэропортах Литвы.
26 февраля: Литва объявила чрезвычайное положение в качестве превентивной меры против распространения COVID-19.
28 февраля: Литва подтвердила первый случай заболевания COVID-19: 39-летняя женщина, которая прибыла в Каунас из Вероны, Италия после деловой поездки. Затем она была госпитализирована в Шяуляй. В тот же день Сейм отменил все публичные мероприятия в своих помещениях до 30 апреля.
10 марта: были подтверждены два положительных случая COVID-19 в Каунасе. Эти люди (пара) находились на горнолыжном курорте в Кортина-д’Ампеццо, Италия, в конце февраля и первой неделе марта.
12 марта: правительство Литвы приказало отменить все публичные мероприятия в помещениях, в которых участвовало более 100 человек. В тот же день правительство распорядилось закрыть все учебные заведения, включая детские сады, государственные школы и университеты, на две недели с рекомендацией использовать онлайн-обучение. Все музеи, кинотеатры и спортивные залы также были закрыты.
13 марта: были подтверждены три новых случая заболевания COVID-19: испанка из Мадрида в Вильнюсе, женщина из Клайпеды, прибывшая из Тенерифе, и человек в Каунасе, который прибыл из Северной Италии.
14 марта: были подтверждены два новых случая. Студент (работал баристой) вернулся домой из Дании в Каунасский аэропорт 10 марта и отправился на автобусе в Вильнюс, а оттуда в Кретингу. Ещё один мужчина из Литвы, вернувшийся из Италии, получил положительный результат теста в Вильнюсе и проходил курс лечения в клинике Сантара. Позже в тот же день было сообщено о первом выздоровлении (39-летняя женщина из Шяуляя). Ещё один случай был подтверждён в Паневежисе — 31-летнем мужчине, который приехал из Нидерландов.
15 марта: были подтверждены три новых случая, связанные с поездками за границу: 25-летний мужчина из Ретаваса, который вернулся из Дании (он работал вместе со студентом, о котором стало известно 14 марта), и два человека, мужчина и женщина, вернувшиеся в Вильнюс из Норвегии и Австрии соответственно.
16 марта: были подтверждены два новых случая. Два пациента в Вильнюсе, вернувшиеся из Испании (Барселона через Париж) и Германии. Позже в тот же день были подтверждены ещё три случая: один человек в Тельшяе, вернувшийся из Доминиканской Республики 8 марта, и два человека в Вильнюсе, которые вернулись из Австрии.
16 марта: в Литве был объявлен карантин. Все общественные собрания были запрещены; все магазины и публичные заведения, кроме продуктовых магазинов, аптек и ветеринарных аптек, были закрыты; все рестораны и бары были закрыты для посещения (разрешена была продажа еды на вынос); границы были закрыты для иностранцев независимо от вида транспорта, кроме грузового и специального транспорта; все международные исходящие пассажирские перевозки были запрещены. Карантин должен был продлиться до 30 марта. Литовские железные дороги также приостановили все международные железнодорожные перевозки на время карантина.
17 марта: мужчина старше 60 лет, вернувшийся в Паневежис из Южной Африки (через аэропорт Стамбул), получил положительный результат теста. Было объявлено о его тяжёлом состоянии, он нуждался в искусственной вентиляции лёгких, став первым тяжёлым случаем в стране. Позже были подтверждены четыре новых случая: два случая в Клайпеде — молодой мужчина, вернувшийся из Дании, и молодая женщина, вернувшаяся из Италии; и два случая в Вильнюсе — двое мужчин, которые вернулись из Чехии и Нидерландов. Вечером были подтверждены ещё три случая в Вильнюсе — посетившие Бельгию (Брюссель), Швейцарию (Женева), Францию (Мерибель), Великобританию (Лондон) и Кубу.
18 марта: в Вильнюсе были подтверждены четыре новых случая: молодой человек, вернувшийся из Северной Македонии и Соединённого Королевства, двое мужчин, которые вернулись из Соединённого Королевства, и мужчина из Объединённых Арабских Эмиратов (через Нидерланды). Два случая были подтверждены в Клайпедском районе, оба (пара) вернулись из Австрии. Ещё один случай был подтверждён в Шяуляе (человек, вернувшийся из Соединённого Королевства). Первый случай локальной передачи вируса был подтверждён в Каунасе, когда женщина, вернувшаяся из Соединённого Королевства, заразила своего отца.
19 марта: два новых случая были подтверждены в Клайпеде, пациенты вернулись из Норвегии и Испании. Позже в тот же день было подтверждено ещё пять новых случаев, все они были госпитализированы в Вильнюс. Три случая произошли от людей, которые вернулись из Турции, Соединённого Королевства и северной Италии. Один случай локально инфицирован от больного члена семьи. Один случай — врач из Укмерге, у которого в последнее время нет истории поездок, что делает её подозреваемым случаем передачи инфекции от пациента к врачу. Также в тот же день был ужесточён карантин по всей стране — людям не разрешается собираться в общественных местах в количестве более пяти человек; игровые площадки могут одновременно использоваться только детьми одной семьи; доступ в национальные парки был строго ограничен, чтобы предотвратить приток людей.
20 марта: Ионавский район подтвердил свой первый случай. В тот же день первый случай смерти от осложнений COVID-19 был зарегистрирован в Укмерге — 83-летняя женщина. Заболевание было подтверждено как причина смерти после посмертного обследования. Два врача из Игналинского района также подтвердили наличие COVID-19. Они прибыли из Доминиканской Республики через аэропорт Хельсинки.
21 марта: Расейнский район, Паланга и Мариямпольское самоуправление сообщили о своих первых случаях.
22 марта: рано утром число подтверждённых случаев заболевания превысило 100. Юрбаркский, Биржайский, Швенчёнский, Радвилишкский и Вилкавишкский районы сообщили о своих первых случаях.
23 марта: Алитус и Ионишкский район сообщили о своих первых случаях.
24 марта: Шилутский район подтвердил свой первый случай. Пограничный контроль был продлён на 20 дней до 12 апреля. Карантин был ужесточён — всем советовали маскировать рот и нос (масками или шарфами), людям разрешалось находиться в общественных местах только в группах не более двух человек, члены семьи должны ходить по магазинам в одиночку. Также магазинам было поручено контролировать движение покупателей внутри магазинов. Также, начиная с 24 марта, люди, которые прибыли из-за границы самолётом в аэропорт Вильнюса, будут помещены в карантин в отеле. Поздно вечером была зарегистрирована вторая смерть от осложнений COVID-19. 90-летняя женщина заразилась в больнице в Укмерге, из которой она была выписана 16 марта. 23 марта она была принята в клинике Сантара с лихорадкой и усталостью. COVID-19 был подтверждён у восьми солдат в боевой группе многонационального батальона НАТО. Пять солдат из Королевской армии Нидерландов были доставлены обратно на родину.
25 марта: крупные туристические компании временно приостановили свои междугородние маршруты в Литве из-за крайне низкого спроса. О третьей смерти сообщили в больнице Укмерге. Четвёртая смерть была зарегистрирована в Паневежисе. У умершего был подтверждён COVID-19 17 марта. Во второй половине дня общенациональный карантин был продлён до 13 апреля. Правительство Литвы приняло постановление о создании комитета по урегулированию ситуаций, который будет возглавлять премьер-министр Саулюс Сквернялис, чтобы помочь правительству контролировать чрезвычайное положение. Плунгеский и Тракайский районы.
27 марта: пятая смерть была подтверждена в Клайпеде. Умер 94-летний пациент с несколькими хроническими заболеваниями. Шакяйский, Таурагский, Пренайский и Мажейкский районы сообщили о своих первых случаях.
28 марта: стало известно о шестой смерти. Умер 75-летний пациент с несколькими хроническими заболеваниями в Укмерге. Седьмой случай смерти был подтверждён в Клайпеде.
30 марта: было подтверждено, что на сегодняшний день в Литве 116 пациентов были госпитализированы для лечения COVID-19, пять из которых находились в критическом состоянии. Были объявлены новые ограничения на поездки для граждан, возвращающихся из-за границы — в частности, запрет на специальные рейсы, начиная с 3 апреля. Мэр Клайпеды объявил, что шесть пациентов с COVID-19 выздоровели, в результате чего общее количество подтверждённых случаев выздоровления достигло 7. Аникщяйский район сообщил о своём первом случае.
31 марта: количество подтверждённых случаев превысило 500. Акмянский и Кельмеский районы сообщили о своих первых случаях. Во второй половине дня в Вильнюсе был зарегистрирован восьмой случай смерти — умершему было 77, он был переведён из скомпрометированной больницы в Укмерге.
1 апреля: правительство Литвы запретило экспорт медицинского оборудования за пределы Европейского союза.
2 апреля: на сегодняшний день 108 медиков заражены COVID-19 в Литве. После четырёх подтверждённых случаев была закрыта поликлиника в Шешкине. Позже в тот же день был подтверждён девятый случай смерти — пациент группы риска в Укмерге.
3 апреля: Военная полиция начала помогать полиции и Союзу стрелков Литвы патрулировать улицы для обеспечения соблюдения правил блокировки.
4 апреля: Границы с Белоруссией и Россией были закрыты для пассажирских перевозок, остались только две открытые контрольные точки (с Польшей и Латвией) для возвращения граждан, транзита иностранцев и лиц, имеющих вид на жительство или разрешение на работу. Был подтверждён десятый смертельный случай — 83-летняя женщина, которая проходила лечение в больнице Клайпедского университета. 11-й случай смерти был подтверждён в Каунасе.
5 апреля: двенадцатый смертельный случай был подтверждён в Шяуляе: умер 61-летний владелец ресторана без каких-либо известных хронических заболеваний. 13-й случай смерти был подтверждён в Вильнюсе: пожилой мужчина из Меркине, провёдший всего один день в больнице.
6 апреля: 14-й случай смерти был подтверждён в Паневежисе. Восьмое выздоровление было зафиксировано в Клайпеде. 15-й случай смерти был подтверждён в Мариямполе.
7 апреля: Сейм утвердил закон, регулирующий цены на основные товары и услуги.
8 апреля: общенациональный карантин был продлён до 27 апреля, и с 10 апреля было введено обязательное требование носить защитные маски в общественных местах. С 10 по 13 апреля, в пасхальные выходные дни, для нерезидентов введены ограничения на въезд в города и посёлки страны.
9 апреля: 16-й случай смерти был подтверждён в Клайпеде — 98-летний географ, учёный и бывший преподаватель Литовского университета образовательных наук.
10 апреля: Шяуляй подтвердил 17-й случай смерти. Во время официальной пресс-конференции министр здравоохранения сообщил о ещё пяти смертельных случаях и 33 выздоровлениях.
11 апреля: количество официально подтверждённых случаев превысило 1000.
14 апреля: по словам представителей Национального центра общественного здравоохранения, 73 % всех случаев являются домашними, в стране имеется 40 активных точек доступа. 62-64 % всех инфицированных людей старше 61 года.
15 апреля: город Неменчине закрыт на карантин с 16 по 24 апреля после вспышки на местной швейной фабрике. По словам премьер-министра Саулюса Сквернялиса, въезд разрешат только тем, кто живёт и работает в Неменчине. Покинуть город будет разрешено тем, кто работает в других местах и кому необходимо уехать из-за состояния здоровья. Товары будут продолжать доставляться. Также в тот же день правительство Литвы опубликовало четырёхэтапный план выхода из карантина. Первый этап начинается в тот же день и позволяет возобновить работу определённых предприятий, включая непродовольственные магазины и магазины, предоставляющие определённые услуги. В плане указано, что магазины должны иметь прямой доступ с улицы, ограничивать личный контакт до 20 минут, обслуживать одного клиента за раз и обеспечивать плотность одного клиента на 10 квадратных метров.
18 апреля: подтверждено рекордное количество из 90 новых случаев. Неменчине стал новой горячей точкой в стране, добавив 52 новых случая среди работников швейной фабрики.
22 апреля: общенациональный карантин был продлён до 11 мая, и был начат второй этап четырёхэтапного плана выхода из карантина. Начиная с 23 апреля, всем розничным торговцам (в том числе в торговых центрах) было разрешено открыться. Начиная с 27 апреля, парикмахерские, услуги маникюра, музеи, библиотеки, корты для гольфа и тенниса, стрельбища, вейкборд-парки, уличные кафе, рестораны и бары будут вновь открыты. Также будут разрешены такие мероприятия на свежем воздухе, как экскурсионные маршруты, парки, зоопарки, открытые ботанические сады и смотровые башни. Смогут проходить водительские и авиационные экзамены. Все эти предприятия и учреждения должны будут следовать ранее определённым рабочим принципам — обеспечить 10 квадратных метров на клиента или обслуживать одного человека за раз.
Стратегическое управление
С 15 апреля 2020 года началось постепенное ослабление карантинных условий, и перед местными властями встала дилемма, как вернуть муниципалитетам привычный образ жизни, не подвергая их при этом опасности распространения COVID-19. В результате Вильнюс и Клайпеда разработали такие планы действий, которые учитывают основные потребности населения и при этом отличаются своей упрощенной формой.
- В плане действий Вильнюса выделены четыре области и три шага к конкурентоспособности города: люди, бизнес, культура и возможности. Три шага охватывают то, что Вильнюс уже сделал, что планирует сделать и что предлагает сделать правительству.
- План действий Клайпеды сфокусирован на пяти областях: остановка распространения вируса, сохранение рабочих мест для граждан, поддержка бизнеса, поддержание финансовой стабильности муниципалитета и взгляд в будущее[97].

Клайпедская республиканская больница специальная палатка для пациентов

C 18 мая разрешена работа баров и ресторанов в помещениях, пока что до 22 часов. 

Детским садам разрешено начать работу с 18 мая; с 25 мая разрешено возобновить деятельность начальных школ. 

С 30 мая разрешена часть спортивных мероприятий, которые должны проходить без болельщиков.
В середине июля произошел рост числа заражений (большинство — у жителей Каунасского уезда); власти страны рассматривают возможность введения обязательного ношения масок в общественных местах.
Научным исследованием подтверждено, что нехватка средств индивидуальной защиты (медицинские маски, перчатки, респираторы, защитные маски, комбинезоны и т. д.), дезинфицирующих средств была серьёзной проблемой почти во всех медицинских и социальных учреждениях. Лишь несколько социальных учреждений имели небольшой резерв таких средств (поскольку они использовались в предыдущей докризисной деятельности). Это помогло в первые недели, позже удалось приобрести новые или были предоставлены необходимые для работы средства индивидуальной зашиты.

### Вторая волна
Во время «второй волны» (осень 2020) карантин был введён вновь и неоднократно продлевался (второй раз — до конца декабря 2020;
третий раз — до 31 января 2021).
Введены ограничения на передвижения: жители могут находиться на улице только в пределах своего муниципалитета (на дорогах стоят посты полиции).
20 января правительство Литвы приняло некоторые послабления — в школы вернутся дети, которые сталкиваются с проблемами при обучении на дому. Они удаленно будут учиться дома. Кроме того, разрешили создание «социальных пузырей» — общение двух семей или двух домашних хозяйств, если они состоят из одного человека или одного взрослого с детьми.
С понедельника 15 марта Правительство Литвы разрешило работу всех магазинов, имеющих отдельный вход с улицы, независимо от их площади, а также разрешило открыться музеям и галереям при соблюдении требований безопасности.
Карантин продлен до конца лета. Дети будут учиться дистанционно до конца мая; экзамены будут сдавать по 50 человек.
С 3 мая дети могут вернуться к смешанной учёбе (также хотят вести закон чтобы дети могли бы учиться на улице).
Также другие смягчения коронавируса.
Июль: Вильнюс в чёрной зоне коронавируса.
Осенью ожидается третья волна коронавируса.
На преодоление последствий пандемии ЕС намерен выделить Литве 14,5 миллиарда евро в качестве безвозвратных субсидий (на душу населения эта сумма во много раз больше той, что, к примеру, получат от Брюсселя Германия и Франция).
третья волна
В конце января 2022, с приходом в страну омикрон-штамма, число заболевших возросло в 5-6 раз.

## Вакцинация
Вакцинация в Литве начата в <?> 2021 года. Самый крупный центр вакцинации — в выставочном комплексе Litexpo (работал до 1 января 2022, дале - в поликлиниках), также мобильные пункты в центрах Вильнюса. 
К 6 июлю президент Литвы хочет привить 70 % жителей. Также решается вопрос про вакцинацию детей; она началась 15 декабря. 

К концу декабря было полностью привито ~65 % жителей; началась ревакцинация.

## Паспорт возможностей
С лета 2021 года в Литве введено некое подобие паспорта вакцинаций, «паспорт возможностей» (лит. Galimybių pasas) и с 13 сентября 2021 года без него люди официально не будут допускаться в учреждения сферы обслуживания, культуры и досуга (при этом, например, в таком учреждении, как Библиотека Вильнюсского университета, доступ к большинству услуг людям без паспорта возможностей закрыт уже с 1 сентября. 

В связи с предложениями жёстких ограничений для невакцинированных людей, в августе 2021 года в своём обращении к властям Союз крестьян и зелёных Литвы говорил о «дискриминации непривитых людей».
Также в октябре-ноябре прошло несколько манифестаций и митингов против подобных мер, некоторые закончились столкновениями и уголовным преследованием.
Действие «паспорта возможностей» отменено с 5 февраля 2022 г., из-за изменения эпидемиологической обстановки в условиях распространения омикрон-штамма.